# 포에니인

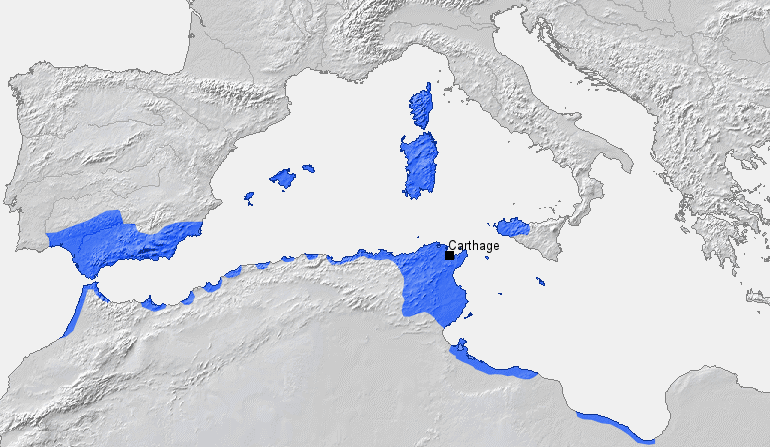
카르타고 영향권, 기원전 264년

일반적으로 카르타고인 (때로는 서페니키아인)으로 알려진 포에니인(Punic people)은  초기 철기 시대에 페니키아에서 서부 지중해로 이주한 셈 계통 민족이었다. 포에니라는 용어는 그리스어에서 유래한 페니키아인의 라틴어 대응어로, 현대 학문에서는 그리스어의 동서양 계통을 따라 지중해 서부의 페니키아인들을 지칭하는 용어로만 사용된다. 포에니인의 최대 정착지는 고대 카르타고(근본적으로 오늘날의 튀니스)였지만, 오늘날 리비아의 렙티스 마그나부터 모로코 남부의 모르가도, 서부 시칠리아, 남부 사르데냐, 그리고 이베리아반도, 몰타, 이비자의 동남부 해안을 따라 300개의 다른 정착지가 있었다. 그들의 언어인 포에니어는 페니키아어의 방언으로, 레반트에서 기원한 북서셈어군 언어 중 하나이다.
문헌 자료에 따르면 티레인들이 서쪽에 정착한 시기는 두 차례였는데, 첫 번째 시기는 기원전 12세기(우티카, 리쿠스, 가디르)로 고고학적으로 확인되지 않았고, 두 번째 시기는 기원전 9세기 말로, 동서양의 문헌에 기록되어 있는데, 이 시기는 북서아프리카(아우자, 카르타고, 키티온)에 식민지가 세워지면서 절정에 이르렀고, ,페니키아의 땅에서 티레, 아르와드, 비블로스, 베리투스, 에그론, 시돈과 연결된 무역망의 일부를 형성했다고 한다. 페니키아와의 관계는 그들의 역사 내내 유지되었지만, 그들은 또한 시칠리아인, 베르베르인, 그리스인, 이베리아인과 같은 지중해 서부의 다른 민족들과도 긴밀한 무역 관계를 발전시켰고 페니키아 본국의 것들과는 다른 문화적인 특징들을 발전시켰다. 이것들 중 일부는 모든 서부 페니키아인들에 의해 공유되었고, 다른 것들은 포에니권 내의 개별 지역들에 제한되었다.
서부 페니키아인들은 다수의 자치적인 도시 국가들로 구성되었다. 카르타고는 기원전 5세기까지 이러한 도시 국가들 중 가장 크고 가장 강력한 국가로 성장했고 기원전 4세기에 포에니 시칠리아와 사르데냐에 대한 점점 더 가까운 통제권을 얻었지만, 이베리아의 공동체들은 기원전 3세기 후반까지 그들의 통제권 밖에 있었다. 포에니 전쟁 (기원전 264–146) 기간 동안, 로마인들은 서부 지중해에서 카르타고의 패권에 도전했고, 결국 기원전 146년에 카르타고가 멸망했지만, 포에니어와 포에니 문화는 고대 후반까지 몇몇 지역에서 살아남았다.

## 같이 보기
- 튀니지의 역사

## 서지
- Davis, Nathan (1985). 《Carthage and Her Remains》. London, UK: Draf Publishers. ISBN 9781850770336.
- Dorey, Thomas Alan; Dudley, D. R. (1971). 《Rome Against Carthage》. New York, NY: Vintage. ISBN 9780436131301.
- Dridi, Hédi (2019). 〈Early Carthage: From its foundation to the battle of Himera (ca. 814–480 BC)〉.   Doak, Brian R.; López-Ruiz, Carolina. 《The Oxford Handbook of the Phoenician and Punic Mediterranean》. Oxford University Press. 141–152쪽. ISBN 9780190499341.
- Warmington, B. H. (1969). 《Carthage》 2d판. Praeger.